# Oľka (Fluss)
Die Oľka ist ein 38 km langer Fluss in der Ostslowakei und ein Nebenfluss der Ondava.
Sie entspringt im Bergland Laborecká vrchovina am Westhang des Bergs Sušková (516 m n.m.) nordwestlich von Varechovce, auf einer Höhe von ca. 465 m n.m. Sie fließt zuerst gen Süden, durch Varechovce, Repejov, Oľka und Ruská Kajňa, wo der Fluss seine Richtung ungefähr nach Südsüdwesten korrigiert. Bei Nižná Sitnica nimmt die Oľka die rechtsufrige Sitnička auf, bei Jasenovce den ebenfalls rechtsufrigen Ondalík, bevor sie hinter Žalobín als linksufriger Zufluss in die Ondava mündet.